# Gauliga Bayern 1934/35
Die Gauliga Bayern 1934/35 war die zweite Spielzeit der Gauliga Bayern im Fußball. Die SpVgg Fürth, im Vorjahr noch Mittelmaß, besiegte Titelverteidiger Nürnberg zwei Mal und sicherte sich mit drei Punkten Vorsprung auf den Vorjahressieger die Gaumeisterschaft. Gegen Schlusslicht Schwaben Augsburg taten sich die „Kleeblättler“ hingegen schwer, erreichten in Augsburg nur ein Unentschieden und unterlag der Mannschaft um Nationalspieler Ernst Lehner am heimischen Ronhof sogar (2:3). In der Endrunde um die deutsche Meisterschaft verpasste die SpVgg Fürth mit Platz 2 in der Vorrundengruppe den Einzug ins Halbfinale. Erneut mussten drei Mannschaften absteigen, da die Gauliga Bayern in der darauf folgenden Spielzeit auf zehn Mannschaften reduziert werden sollte, Aufsteiger SpVgg Weiden, der SSV Jahn Regensburg sowie Schwaben Augsburg mussten den Gang in die Zweitklassigkeit antreten. In den Aufstiegsrunden setzten sich im Norden mit dem 1. FC Bayreuth und im Süden mit dem 1. FC München, der zur Runde 1935/36 unter dem Namen FC 1905 München antrat, zwei der Vorjahresabsteiger durch.

## Abschlusstabelle
| Pl. | Verein                | Sp. | S  | U | N  | Tore    | Quote | Punkte |
| --- | --------------------- | --- | -- | - | -- | ------- | ----- | ------ |
| 1.  | SpVgg. Fürth          | 20  | 12 | 4 | 4  | 038:210 | 1,81  | 28:12  |
| 2.  | 1. FC Nürnberg (M)    | 20  | 9  | 7 | 4  | 043:260 | 1,65  | 25:15  |
| 3.  | 1. FC Schweinfurt 05  | 20  | 9  | 7 | 4  | 042:290 | 1,45  | 25:15  |
| 4.  | FC Bayern München     | 20  | 9  | 6 | 5  | 049:310 | 1,58  | 24:16  |
| 5.  | TSV 1860 München      | 20  | 8  | 5 | 7  | 036:300 | 1,20  | 21:19  |
| 6.  | FC Wacker München     | 20  | 7  | 4 | 9  | 036:380 | 0,95  | 18:22  |
| 8.  | ASN Nürnberg          | 20  | 6  | 5 | 9  | 031:410 | 0,76  | 17:23  |
| 7.  | BC 1907 Augsburg (N)  | 20  | 6  | 5 | 9  | 034:460 | 0,74  | 17:23  |
| 9.  | SpVgg Weiden (N)      | 20  | 6  | 5 | 9  | 036:590 | 0,61  | 17:23  |
| 10. | SSV Jahn Regensburg   | 20  | 4  | 7 | 9  | 033:350 | 0,94  | 15:25  |
| 11. | SSV Schwaben Augsburg | 20  | 4  | 5 | 11 | 031:530 | 0,58  | 13:27  |

| (M) | Titelverteidiger 1933/34       |
| (N) | Aufsteiger aus der Bezirksliga |

## Aufstiegsrunde

### Gruppe Nord
| Platz | Verein                 | Spiele | Tore  | Quote | Punkte |
| ----- | ---------------------- | ------ | ----- | ----- | ------ |
| 1.    | 1. FC Bayreuth         | 4      | 12:80 | 1,50  | 6:2    |
| 2.    | SpVgg Erlangen         | 4      | 09:70 | 1,29  | 4:4    |
| 3.    | Viktoria Aschaffenburg | 4      | 08:14 | 0,57  | 2:6    |

### Gruppe Süd
| Platz | Verein              | Spiele | Tore | Quote | Punkte |
| ----- | ------------------- | ------ | ---- | ----- | ------ |
| 1.    | 1. FC München       | 4      | 08:8 | 1,00  | 5:3    |
| 2.    | Union Augsburg      | 4      | 11:8 | 1,38  | 4:4    |
| 3.    | Walhalla Regensburg | 4      | 05:8 | 0,63  | 3:5    |